# Beechagondahalli, Kolar
Beechagondahalli là một làng thuộc tehsil Kolar, huyện Kolar, bang Karnataka, Ấn Độ.